# Indira Varma

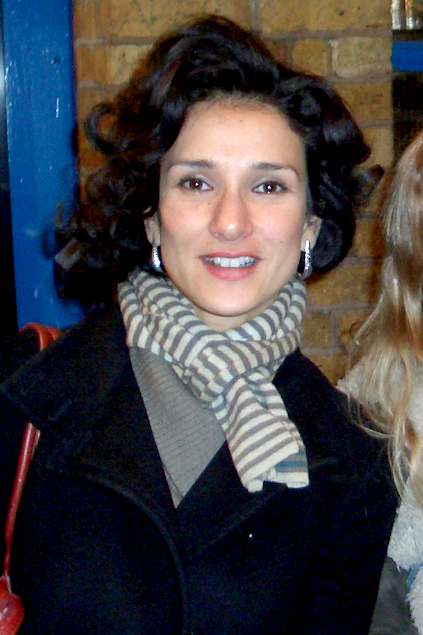
Indira Varma (2019)

Indira Anne Varma (ur. 14 maja 1973 w Bath) – brytyjska aktorka pochodzenia hinduskiego, która wystąpiła m.in. w serialach Gra o tron, Obi-Wan Kenobi i Rzym.

## Filmografia

### Filmy
- 1996 – Kamasutra (Kama Sutra: A Tale Of Love) jako Maya
- 1997 – Szóste szczęście (The Sixth Happiness) jako Amy
- 2002 – Mad Dogs jako Narendra
- 2003 – Reversals jako Kathy Irwin (film TV)
- 2004 – Duma i uprzedzenie (Bride & Prejudice) jako Kiran
- 2006 – Nagi instynkt 2 (Basic Instinct 2) jako Denise Glass
- 2007 – Sexlista 101 (Sex and Death 101) jako Devon Sever
- 2009 – Inside the Box jako Catherine Powell (film TV)
- 2013 – Anna jako Judith Morrow
- 2014 – Exodus: Bogowie i królowie[1] jako najwyższa kapłanka
- 2016 – Una jako Sonia
- 2019 – Ścigane jako Rima Hassine
- 2019 – Brudna gra jako Shami Chakrabarti
- 2020 – Jedyny i niepowtarzalny Ivan jako dr Maya Wilson
- 2021 – Kryzys jako Madira Brower

### Seriale
- 1999 – Psychos jako dr Martine Nichol
- 2000–2001 – Attachments jako Sasha
- 2001 – In a Land of Plenty jako Sonali Ganatra
- 2006 – Mała Brytania
- 2006 – Broken News jako Melanie Bellamy
- 2005–2007 – Rzym (Rome[1]) jako Niobe
- 2006 – 1300 gramów (3 lbs.) jako dr Adrianne Holland
- 2006 – Torchwood jako Suzie Costello
- 2007  – The Whistleblowers jako Alisha Cole
- 2008 – Comanche Moon jako Therese Wanz
- 2010  – Luther jako Zoe Luther
- 2010–2011  – Człowiek – cel jako Ilsa Pucci
- 2012  – Silk jako George Duggan
- 2012  – Świat bez końca jako Mattie Wise
- 2012  – Ścigana jako Natalie Thorpe
- 2013  – What Remains jako Elaine Markham
- 2014–2017 – Gra o tron jako Ellaria Sand[1]
- 2016 – Świeża krew jako Lisa Douglas
- 2016 – Paranoid jako Nina Suresh
- 2017 – Silent Hours jako dr Catherine Benson
- 2018 – Patrick Melrose jako Anne Moore
- 2019 – Carnival Row[1] jako Piety Breakspear
- 2020–2021 – For Life[1] jako Safiya Masry
- 2022 – Legenda Vox Machiny jako lady Allura
- 2022 – Obi-Wan Kenobi[1] jako Tala